# 咸寧 (後涼)
咸寧（399年十二月—401年正月）是十六国時期後涼政權後涼靈帝呂纂的年號，共計2年餘。

## 纪年
| 咸寧 | 元年  | 二年  | 三年  |
| ---- | ----- | ----- | ----- |
| 公元 | 399年 | 400年 | 401年 |
| 干支 | 己亥  | 庚子  | 辛丑  |

## 参看
- 中国年号索引
  - 其他时期使用的咸寧年号
- 同期存在的其他政权年号
  - 隆安（397年正月-401年十二月）：東晉皇帝晋安帝司马德宗的年号
  - 弘始（399年九月-416年正月）：后秦政权姚兴年号
  - 太初（388年六月-400年七月）：西秦政权乞伏歸年号
  - 长乐（399年正月-401年七月）：后燕政权慕容盛年号
  - 光始（401年八月-406年十二月）：后燕政权慕容熙年号
  - 建平（400年正月-405年十一月）：南燕政权慕容德年号
  - 太初（397年正月-399年十二月）：南凉政权秃发乌孤年号
  - 建和（400年正月-402年三月）：南凉政权秃发利鹿孤年号
  - 庚子（400年十一月-404年十二月）：西凉政权李暠年号
  - 天玺（399年二月-401年五月）：北凉政权段业年号
  - 天兴（398年十二月-404年十月）：北魏政权拓跋珪年号